# 라이처스 브라더스

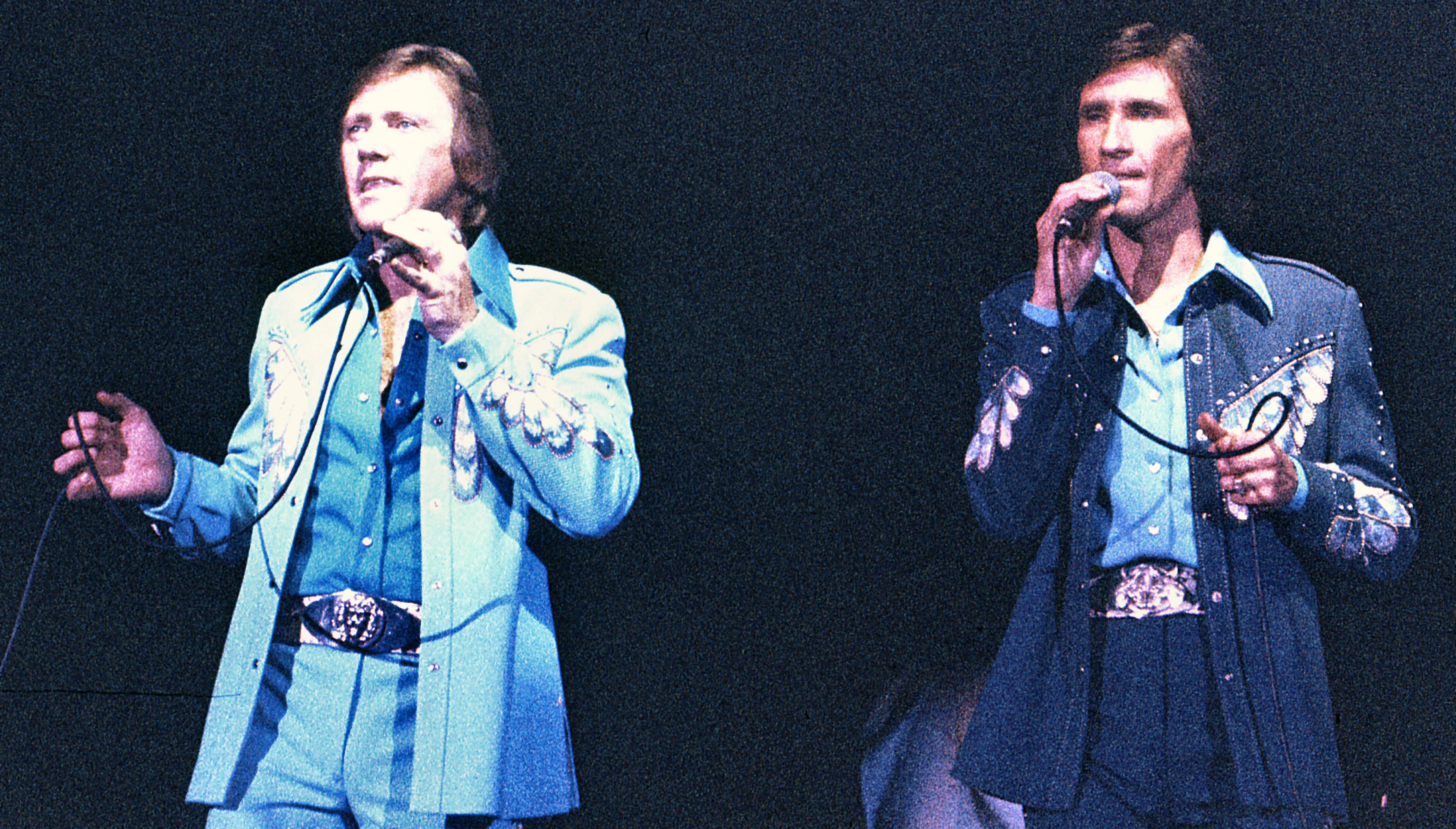

라이처스 브라더스(The Righteous Brothers)는 미국의 음악 그룹으로 백인임에도 흑인의 독특한 감각을 잘 파악하여 우수한 노래를 들려준 듀엣이다. 빌 메드레와 바비 하트필드는 각각 남 캘리포니아에서 솔로 가수로 활동하였으나, 1963년에 둘의 뜻이 서로 맞아 팀을 결성하였다. 그 해 〈리틀 라틴 루프루〉의 인기를 얻고 텔레비전 프로그램 《싱디그》에 출연한 뒤부터 인기가 상승해 〈실연당한 기분〉이 밀리언 셀러에 선정되는 등 순조로운 인기를 얻었다.